# Vodeane, Solone
Vodeane (în ucraineană Водяне) este un sat în comuna Moprivske din raionul Solone, regiunea Dnipropetrovsk, Ucraina.

## Demografie
Componența lingvistică a localității Vodeane
     Ucraineană (94,12%)
     Rusă (4,07%)
     Alte limbi (1,8%)
Conform recensământului din 2001, majoritatea populației localității Vodeane era vorbitoare de ucraineană (94,12%), existând în minoritate și vorbitori de rusă (4,07%).